# Derwentia
Derwentia es un género extinto de temnospóndilo trematosauriano incluido en la  familia Rhytidosteidae. Es conocido a partir de un único cráneo hallado en la Arenisca Knocklofty de Tasmania, Australia, la cual ha sido datada en el Triásico Inferior.